# 延羽の湯
延羽の湯（のべはのゆ）は、延田エンタープライズが運営する日帰り温泉施設（スーパー銭湯）。大阪府において2店舗（本店羽曳野・鶴橋店）を展開し、露天風呂の一部では天然温泉を使用している。

## 概要

### 本店 羽曳野
- 所在地 - 大阪府羽曳野市広瀬186-3
- 交通アクセス
  - 車 - 南阪奈道路・羽曳野ICから東方面へ約5分、羽曳野大橋南・石川沿い
  - 電車・バス - 近鉄南大阪線古市駅付近（1日8本）・近鉄長野線喜志駅付近（1日7本）、各無料送迎バス運行
  - 電車・徒歩 - 近鉄南大阪線駒ヶ谷駅より徒歩約25分、近鉄長野線喜志駅より徒歩約30分
- 営業時間 - 午前10時 - 翌午前2時まで
- 休業日 - 不定期休・年数回メンテナンス等の臨時休館有り
- 2006年12月オープン
- 主な設備 ３
  - 内風呂
  - 露天風呂（一部浴槽は掛け流し）
  - 香草風呂
  - 壺湯
  - 寝湯
  - ドライサウナ
  - セルフロウリュサウナ（男湯のみ）
  - スチームサウナ（女湯のみ）
  - 薬石汗蒸房（薬石を使用したサウナ、別料金）
  - 食事処
  - リラクゼーション業
  - コンビニフィットネス（2019年2月15日オープン）
- 敷地面積 - 12,000坪
- 泉質 - 単純温泉（弱アルカリ性低張性低温泉）ph8.1
- 泉温 - 28.9℃
- 湧出量 - 毎分750リットル（動力揚湯）

### 鶴橋店
- 所在地 - 大阪府東成区玉津3-13-41
- 交通アクセス
  - 車 - 阪神高速13号東大阪線・法円坂出入口から南東方面へ約15分、阪神高速1号環状線・湊町出入口から東方面へ約20分
  - 電車・徒歩 - JR西日本大阪環状線・近鉄大阪線・Osaka Metro千日前線各鶴橋駅より徒歩約10分、Osaka Metro千日前線・今里筋線各今里駅より徒歩約15分
- 営業時間 - 午前9時 - 翌午前2時まで
- 休業日 - 不定期休・年数回メンテナンス等の臨時休館有り
- 2011年6月オープン

### 過去に存在した店舗

#### 延羽の湯 野天 閑雅山荘
- 兵庫県三木市のネスタリゾート神戸内へ、2017年4月にオープン。しかし2022年6月にサムティ（不動産会社）へ譲渡された事に伴い、2年後の2024年6月限りで延羽グループから完全撤退し、同年7月より「天然温泉 野天スパ 十界の湯」に名称変更された[1]。